# 175É busz (Budapest)
A budapesti 175É jelzésű autóbusz a Népliget, metróállomás és a Jászai Mari tér között közlekedett a 75-ös trolibusz helyett éjszaka, annál hosszabb útvonalon. A vonalat a Budapesti Közlekedési Vállalat üzemeltette.

## Története
1988. november 2-án 175É jelzéssel indítottak új éjszakai járatot a Népliget és a Jászai Mari tér között. A járat 1994. január 31-én szűnt meg, másnap már az 1É busz közlekedett helyette a Bécsi út és Népliget között.

## Útvonala
| Jászai Mari tér felé | Népliget, metróállomás felé |
| --- | --- |
| Népliget, metróállomás vá. – Könyves Kálmán körút – Hungária körút – Stefánia út – Thököly út – Dózsa György út – Dráva utca – Kárpát utca – Victor Hugo utca – Pozsonyi út – Budai Nagy Antal utca – Jászai Mari tér vá. | Jászai Mari tér vá. – Budai Nagy Antal utca – Hollán Ernő utca – Szent István park – Kárpát utca – Dráva utca – Dózsa György út – Kerepesi út – Hungária körút – Könyves Kálmán körút – Népligeti körút – Népliget, metróállomás vá. |

## Megállóhelyei
| 0  | Népliget, metróállomás végállomás      | 30 | 182É      |
| 1  | Vajda Péter utca                       | 29 |           |
| 3  | Kőbányai út                            | 27 | 28        |
| 4  | Salgótarjáni utca                      | 26 |           |
| 5  | Ciprus utca                            | 25 |           |
| 6  | Hős utca                               | 24 |           |
| 8  | Kerepesi út (↓) Stadionok (↑)          | 23 | 45É       |
| 10 | Egressy út                             | ∫  |           |
| 12 | Zichy Géza utca                        | ∫  | 78É, 173É |
| 13 | Cházár András utca                     | ∫  | 78É, 173É |
| ∫  | Thököly út                             | 20 | 78É, 173É |
| 16 | Ajtósi Dürer sor (↓) István utca (↑)   | 19 |           |
| 17 | Damjanich utca                         | 18 |           |
| ∫  | Benczúr utca                           | 16 |           |
| 19 | Hősök tere                             | 15 |           |
| 21 | Szabolcs utca                          | 14 |           |
| 22 | Lehel utca                             | 13 | 14        |
| 23 | Kassák Lajos utca                      | 11 |           |
| 24 | Dózsa György út metróállomás           | 9  | 182É      |
| 25 | Dráva utca                             | 7  |           |
| 26 | Vág utca                               | 5  |           |
| 27 | Ipoly utca                             | 3  |           |
| 28 | Szent István park (↓) Csanády utca (↑) | 2  |           |
| 29 | Radnóti Miklós utca                    | 1  |           |
| 30 | Jászai Mari tér végállomás             | 0  | 6É        |